# Kabashima Ikuo
Kabashima Ikuo (蒲島 郁夫) (sinh ngày 28 tháng 1 năm 1947) là chính khách người Nhật Bản. Trước đây, ông từng giữ chức vụ làm thống đốc tỉnh Kumamoto từ ngày 16 tháng 4 năm 2008 đến ngày 15 tháng 4 năm 2024.